# Épinouze
Épinouze este o comună în departamentul Drôme din sud-estul Franței. În 2009 avea o populație de 1.406 de locuitori.

## Evoluția populației
| An        | 1975 | 1982 | 1990 | 1999  | 2006  | 2009  |
| --------- | ---- | ---- | ---- | ----- | ----- | ----- |
| Populație | 968  | 956  | 968  | 1.096 | 1.250 | 1.406 |